# Chemoselektivität
Chemoselektivität ist in der Chemie ein Begriff für das bevorzugte Auftreten einer chemischen Reaktion im Vergleich zu anderen plausiblen Reaktionen. Das Wort wird besonders in der organischen Chemie angewendet, um zu beschreiben, dass eine funktionelle Gruppe in einem Molekül bevorzugt gegenüber einer anderen Gruppe reagiert. Die Chemoselektivität ist eine Teilmenge des Oberbegriffs Reaktivität der betreffenden funktionellen Gruppen. Schematisch kann man den Sachverhalt so darstellen:

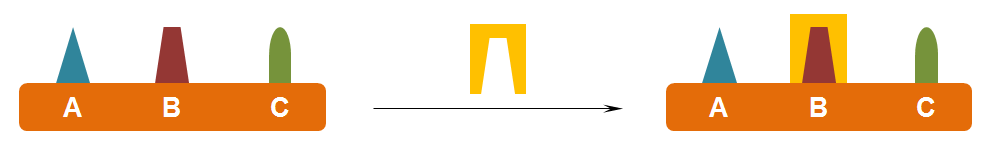
Das Molekül (orange markiert) hat drei funktionelle Gruppen: A, B und C. Das Reagenz (oberhalb des Reaktionspfeils) besitzt eine Struktur (Form = ein Symbol für die Reaktivität), das kompatibel mit der funktionellen Gruppe B ist und deshalb chemoselektiv mit dieser Gruppe reagiert. Die anderen funktionellen Gruppen (A und C) reagieren nicht.

Reagiert ein Reagenz ausschließlich mit einer von mehreren funktionellen Gruppen, nennt man es „chemospezifisch“; Reagenzien mit 100 % Chemoselektivität reagieren also chemospezifisch.  Ein Reagenz, das mit mehreren funktionellen Gruppen parallel reagiert, ist andererseits wenig chemoselektiv. Die Chemoselektivität hängt auch ab von den Reaktionsbedingungen (Temperatur, Lösungsmittel, Katalysator etc.).
Die Chemoselektivität einer Reaktion ist schwierig zu prognostizieren, die Bewertung experimenteller Erfahrungen und Beispiele erlaubt jedoch oft eine Voraussage. Ein bekanntes Beispiel ist die Reduktion von Carbonylverbindungen, wo die Chemoselektivität des Reduktionsmittels Natriumborhydrid die von Lithiumaluminiumhydrid deutlich übertrifft:
- Natriumborhydrid reduziert Aldehyde zu primären Alkoholen und Ketone zu sekundären  Alkoholen. Ester und Nitrile werden in der Regel nicht reduziert,
- Lithiumaluminiumhydrid reduziert Aldehyde und Ester zu primären Alkoholen, Ketone zu sekundären Alkoholen sowie Nitrile zu primären Aminen.